# Адекурое, Одунайо
Одунайо Фоласаде Адекуорое (род. 10 декабря 1993, Акуре) — нигерийская спортсменка (вольная борьба), серебряный призёр чемпионата мира 2017 года и бронзовый призёр чемпионата мира 2015 и 2019 годов. Чемпион Африканских игр 2015 года. Победитель Игр Содружества в 2014 и 2018 годах. Золотой призёр чемпионатов Африки 2015, 2016, 2017, 2018, 2019, 2022 и 2024 годов; серебро в 2013 и 2014 годах. Чемпион Содружества в 2013 году и Игр исламской солидарности 2017 и 2021 года.
Участница Олимпийских игр 2016 года, где она заняла 16-е место в категории 53 кг.
На предолимпийском чемпионате мира в Казахстане в 2019 году в весовой категории до 57 кг, Одунайо завоевала бронзовую медаль и получила олимпийскую лицензию для своего национального Олимпийского комитета. На Олимпийских игр 2020 года заняла 13-е место в весовой категории до 57 кг.